# Last.fm
Last.fm je internetové rádio, hudební encyklopedie a systém pro doporučování hudby, který se spojil se sesterským produktem Audioscrobbler v srpnu 2005. Systém vytváří profil hudebního vkusu každého uživatele, ukazuje jeho oblíbené umělce a písničky na jeho osobní stránce. Tyto informace získává ze skladeb, které uživatel poslouchal pomocí stáhnutého Audioscrobbler pluginu nainstalovaného do jeho hudebního přehrávače.

## Funkce
Uživatelé Last.fm si mohou vytvořit hudební profil použitím dvou metod: posloucháním své hudební sbírky v jejich přehrávači s nainstalovaným pluginem, nebo posloucháním Last.fm rádia, většinou pomocí přehrávače Last.fm. Přehrané písničky se ukládají do databáze, ze které se sestavují žebříčky a hudební doporučení. Uživatelské stránky také zobrazují nedávno hrané skladby, které jsou dostupné i ve formě obrázku nebo XML dokumentů, a tak se dají zobrazit i na blozích a osobních stránkách.
Doporučení se počítají pomocí kolaborativního filtrovacího algoritmu, takže si uživatelé mohou prohlížet seznamy umělců, které nemají ve svém vlastním profilu, ale mají je v profilech jiní uživatelé s podobným hudebním vkusem. Last.fm také umožňuje ručně doporučovat umělce, písničky, nebo alba dalším uživatelům (pokud jsou v databázi).

### Placené účty
Last.fm nabízí i placené účty za cenu 3,00 € za měsíc. Mezi zvýhodněné služby patří:
- Žádná reklama
- Možnost poslouchat rádio po uplynutí zkušební doby (tj. po odposlouchání 30 skladeb)
- Více možností rádia
- Vlastní generátor obrázků
- Schopnost vidět návštěvníky profilu
- Výpis toho, co poslouchají kamarádi
- Beta testing nových služeb

### Popisky (tagy)
Od znovuspuštění v srpnu 2005 podporuje Last.fm popisování umělců, alb a písniček. Uživatelé si je mohou třídit podle popisků, ale nejužitečnější je popiskové rádio hrající písničky s určitou popiskou. Popisky jsou podle žánru („punk rock“), nálady („agresivní“), charakteristiky umělce („soprán“), nebo čehokoliv jiného („Petrovy oblíbené písničky“).

## Přehrávač Last.fm
Hudba z Last.fm se nejčastěji pouští z vlastního přehrávače Last.fm, který musí být stažen a nainstalován. Přehrávač zobrazuje název písničky, album a umělce společně s přebalem CD, pokud je dostupný. Jsou zde tři tlačítka umožňující uživateli milovat, přeskočit nebo zakázat právě hranou skladbu. Tlačítko milovat přidá písničku do jeho seznamu milovaných skladeb; zakázat způsobí, že už se tato písnička nebude nikdy hrát. Obě tlačítka ovlivňují uživatelův profil. Přeskakovací tlačítko nikoliv. Další ovládací prvky jsou hlasitost, stop a nastavení. Přehrávač používá MP3 proud kódovaný na 128 kbit/s 44,1 kHz.
V poslední verzi přehrávače si mohou uživatelé vybrat používání externího přehrávače. Pokud tak učiní, dá jim Last.fm přehrávač URL, na které běží jako proxy. Uživatelé si pak mohou URL otevřít v jejich přehrávači.
Při aktualizaci v listopadu 2006 se také objevila možnost pro přehrávání použít Flash klient.

### Další přehrávače
Před srpnem 2005 pouštěl Last.fm otevřený proud, který se dal přehrát v normálním přehrávači a ovládací panel byl ve webovém prohlížeči. To způsobovalo potíže s podporou a oficiálně tato větev nepokračuje. Avšak spousta uživatelů stále dává přednost svým vlastním přehrávačům, protože spousta funkcí (například grafický ekvalizér, vizualizace, vlastní pluginy a skiny, atd.) nejsou a pravděpodobně nikdy nebudou zařazeny do oficiálního přehrávače.
- Amarok – přehrávač z prostředí KDE
- Audacious je otevřený, malý a paměťově nenáročný audio přehrávač s podporou mnoha hudebních formátů. GTK2, GTK3
- Rhythmbox – přehrávač z prostředí GNOME (volba je skrytá v menu Úpravy → Zásuvné moduly)
- Deadbeef – audiofilní přehrávač, který je k dispozici pro GNU Linux, Android a další operační systémy typu Unix. DeaDBeeF je bezplatný a open source software, kromě Androidu.
- LastFMProxy – skript napsaný v Pythonu Vidarem Madsenem umožňuje uživatelům znovu používat svůj vlastní přehrávač tak, že se připojí na Last.fm a posílá svůj proud do uživatelova přehrávače.
- MyLastFM: Open source desktopový klient pro Windows který umí přehrávat Last.fm proudy nebo vysílat streamy do ostatních přehrávačů (podobně jako LastFMProxy).
- Last Exit: Open source klient založený na GTK+ podobný oficiálnímu přehrávači.
- Shell.FM: Konzolový open source klient pro Linux.

## Audioscrobbler plugin
Last.fm také dokáže tvořit profil podle toho co uživatel poslouchá na svém počítači. Uživatelé si musí stáhnout a nainstalovat plugin do svého přehrávače. Ten automaticky odesílá interpreta a název písničky poté, co se odehraje polovina písničky, nebo prvních 240 sekund, podle toho co nastane dříve. Když je v písničce posouváno, písnička je kratší než 30 sekund, nebo jí chybí metadata (ID3 tag, CDDB, atd.), tak se písnička neodešle.

### Poník
V prosinci 2005 dodržel Last.fm dlouhodobý slib svým uživatelům, a dal jim přísně tajnou „Poníkovou“ stránku. Poník (dostupný jen přihlášeným uživatelům) umožňuje souhrnný pohled na uživatelská data, která Last.fm poskytuje. Služba má v hlavičce napsáno "Last.fm používá svůj obří počítačový mozek, aby našel nejnovější a nejlepší věci pro váš poslech, čtení a dokonce diskuzi, po celý den."

### Ostatní
Další služby zahrnují editor profilu (takže uživatelé mohou odstranit skladby které byly přidány s nesprávnými metadaty, nebo přidávat popisky interpretům/skladbám ve velkém), procházet spřízněné profily (jako kamarády a hudební sousedy) a prohlížet oblíbená alba uživatelů.

## Last.fm jako globální žebříček
Jakožto masový hudební hodnotící systém má Last.fm několik výhod oproti tradičním hudebním žebříčkům. Zatímco běžné žebříčky hodnotí úspěch podle počtu prodaných desek, Last.fm měří, kolik lidí si písničku poslechne.
I tak je tu ale několik důvodů proč nepovažovat Last.fm za absolutní žebříček:
- Ne všichni uživatelé mají nainstalován Audioscrobbler plugin, takže neposkytují informace o poslechnutých písničkách mimo Last.fm.
- Vzhledem k výše uvedenému měří Last.fm jen registrované uživatele, což není dostatečně vypovídající část populace: všichni uživatelé mají internet, mají velký zájem o digitální hudbu, většinou mají počítačové vzdělání a mají velkou sbírku hudby, ze které si vybírají. To znamená, že Last.fm bere své statistiky jen na základě vybrané skupiny lidí.
- I z komerčního hlediska není Last.fm tak dobrým způsobem, jak dostat veřejnost s novou hudbou jako aktuální týdenní žebříčky prodejnosti. To kvůli stagnujícímu vkusu uživatelů a tak je pro nové interprety obtížné se prosadit.

## Historie a sloučení
Audioscrobbler začal jako počítačový projekt Richarda „RJ“ Jonese při jeho studiu na Southamptonské univerzitě v Británii. RJ vyvinul první plugin a otevřel API komunitě, následně bylo podporováno mnoho hudebních přehrávačů pro různé operační systémy. Audioscrobbler uměl jen zaznamenávat písničky které uživatel poslouchal a používat na ně kolaborativní filtrování a dělat z nich žebříčky.
Last.fm bylo založeno v roce 2002 Felixem Millerem, Martinem Stikselem, Michaelem Breidenbrueckerem a Thomasem Willomitzerem, všichni z Rakouska a Německa, jako internetová radiová stanice a hudební komunitní stránka používající podobné hudební profily pro generování dynamických playlistů. Tlačítka „milovat“ a „zakázat“ umožňovaly uživatelům přizpůsobovat své profily. Last.fm vyhrál Europrix 2002 a byl nominován na Prix Ars Electronica v roce 2003.
Týmy Audioscrobbler a Last.fm spolu začaly těsně spolupracovat, oba dva se přesunuly do stejné kanceláře ve Whitechapelu (čtvrť Londýna) a v roce 2003 Last.fm plně integroval profily Audioscrobbleru. Vstupy tak mohly přicházet jak z Audioscrobbler pluginu, tak Last.fm stanic. Stránky také zahrnovaly mnoho komunitních fór, i když byly některé odlišné pro každou stránku. V srpnu 2005 se stará Audioscrobbler stránka na adrese audioscrobbler.com zcela spojila s novým webem Last.fm. V září 2005 byl spuštěn web audioscrobbler.net jako stránka pro vývoj.